# Надымское городище
Надымское городище — укрепленное поселение в 60 километрах от города Надыма и в 32 километрах от устья реки Надым.
В настоящее время представляет собой земляной вал площадью около 700 м², сложенный 3-метровыми культурными напластованиями. Строительным материалом, используемым для строительства, послужили перегной, щебень, хворост, доски и бревна. По результатам сравнения годовых колец на древесных остатках и углях с серией колец старейших живых деревьев удалось установить, что памятник датирован XVII в. Открыто в 1976 г. экспедицией Ленинградского отделения Института Археологии под руководством Л. П. Хлобыстина.

## История
Дендрохронологические даты самых ранних построек городища относятся к 1337—1343 годам.
По данным «Мезенского хронографа», выпущенного старшим научным сотрудником Мезенского историко-краеведческого музея Василием Дранниковым и заведующей отделом комплектования межпоселенческой библиотеки Мезенского района Натальей Тихоновой, упоминание о Надымском городке приходится на XVI век. На картах XVI—XVII веков, изображающих единое Мангазейское море, описано местоположение и путь до Надымского городка.
Подробное описание Надымского городка в 1740 году составил в своих путевых дневниках профессор Петербургской Академии наук Герхард Миллер. Миллер отмечает, что после большого голода в 1730 году городок был оставлен населением, однако некоторые документы свидетельствуют о том, что в конце XVIII века городок был вновь заселён.
Первым, кто дал научное описание Надымского городища, был в 1916 году сотрудник Тобольского музея Г. М. Дмитриев-Садовников, также собравший на его территории первую коллекцию находок. Но в то время его труды остались незамечены. В 1976 году ленинградский археолог профессор Л. П. Хлобыстин обследовал территорию устья реки Надым и обнаружил остатки городища. Он же собрал большую коллекцию находок.
В 1998 году археологические работы, организованные Западно-Сибирским гуманитарным институтом, продолжились на Надымском городище. За годы работы на объекте обнаружено более пяти тысяч предметов, относящихся к концу XVI — первой четверти XVIII века. Среди находок экспедиции — детские игрушки из дерева, изделия из кости и бивня мамонта, украшения из меди и олова, фрагменты иранской бронзовой чаши, остатки суконной одежды и кожаной обуви, детали самострелов, лодок, охотничьих лыж, клинковое оружие, фрагменты корабельных досок и многое другое.

## Описание городища
Надымское городище во времена своего расцвета представляло собой искусственно сооружённый холм из перегноя, щебня, хвороста, досок и бревен. Население городка составляло примерно 250 человек, однако при раскопках найдены останки только 14 человек.
Судя по остаткам суконной одежды и кожаной обуви, жители Надымского городка были знакомы с портняжным и сапожным делом. А детали арбалетов, лодок, охотничьих лыж и клинкового оружия говорят о том, что мужское население в любой момент могло встать на защиту своего города. В городке была обнаружена постройка, характерная для проживания привилегированного человека, вероятно вождя.
В Надымском городище было жертвенное место — кострище, обложенное в два кольца черепами оленей, где совершались жертвоприношения.